# 傑伊·R·加爾布雷思

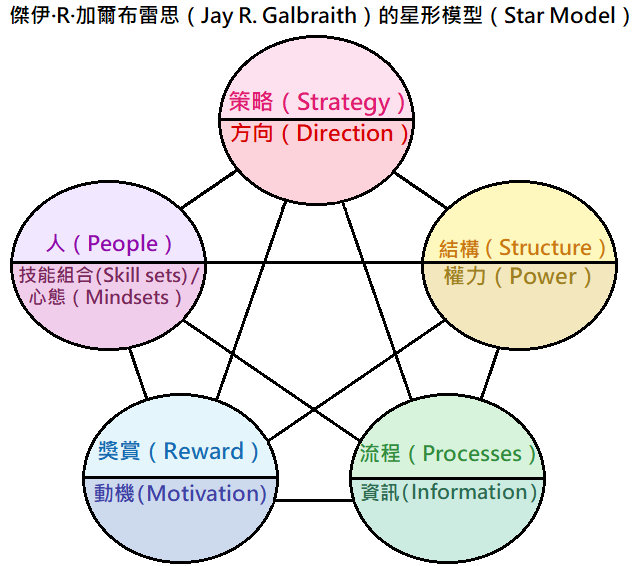
傑伊·R·加爾布雷思（Jay R. Galbraith）的星形模型（Star Model）中文翻譯

傑伊·R·加爾布雷思（1939年2月26日—2014年4月8日）是美國組織理論、國際管理發展學院顧問和教授，以策略和組織設計研究聞名。

## 組織架構
加爾布雷思有定義出一套星形模型的組織架構，而其設計可以狹義地定義為重塑組織結構和角色的過程，也可以更有效地定義為策略（Strategy）、結構（Structure）、流程（Processes）、獎賞（Rewards）和人（People）的結合。